# Parc national du Mont Kenya
Le parc national du Mont Kenya est un parc établi en 1949 pour protéger la région du mont Kenya. C'était à l'origine une réserve forestière ; il est désormais intégré au sein de celle-ci. En avril 1978, la zone était désignée par l'UNESCO réserve de biosphère. Le parc national et la réserve forestière deviennent un site inscrit au patrimoine mondial de l'UNESCO en 1997.
Le gouvernement du Kenya avait quatre raisons de créer un parc national sur et autour du mont Kenya : l'importance du tourisme sur l'économie locale et nationale, la préservation d'une région d'une grande beauté naturelle, la conservation de la biodiversité dans le parc et la préservation des ressources en eau.
Le parc national a une superficie de 715 km2, la majeure partie étant située au-dessus de 3 000 mètres d'altitude,. La réserve forestière a une superficie de 705 km2. Les deux combinées, le site classé par l'UNESCO fait 1 420 km2.
Une petite portion des limites du parc près des peuplements les plus denses a des clôtures électrifiées pour tenir les éléphants à distance des fermes. Les sédiments volcaniques dans les sols des régions environnantes et la forte quantité d'eau fraîche descendant des flancs de la montagne favorisent particulièrement l'agriculture.

## Flore
Au-dessous de 2 500 m prédominent le genévrier d'Afrique (Juniperus procera) et, dans les zones humides, Cassipourea malosana (es). Entre 2500 m - 3000 m, on retrouve de façon prédominante, sur les pentes sud-est, le bambou (Arundinaria alpina) et de Podocarpus milanjianus. Dans les zones de précipitations maximales, on retrouve Hagenia abyssinica et Hypericum revolutum laissant place à des clairières herbeuses sur les crêtes. La flore se compose également de l'olivier sauvage (Olea europaea), Festuca pilgeri (en), Lobelia telekii et Lobelia keniensis, Senecio keniodendron, Senecio battiscombei et Helichrysum kilimanjari.

### Espèces menacées
Certaines espèces doivent faire l'objet d'une attention particulière pour leur préservation au nombre desquelles on retrouve le genévrier d'Afrique, l'olivier sauvage et l'espèce Hagenia abyssinica. Les exploitations forestières illégales de camphre, la culture de la marijuana et d'autres cultures, l'abus du système de reboisement, la production de charbon de bois non contrôlée, le pâturage du bétail, les lissements de terrain et les incendies comptent parmi les principales menaces de la flore de ce territoire.